# Kobzarci
Kobzarci (ukr. Кобзарці) – wieś na Ukrainie, w obwodzie mikołajowskim, w rejonie basztańskim, w hromadzie Snihuriwka. W 2001 liczyła 1081 mieszkańców, spośród których 996 wskazało jako ojczysty język ukraiński, 41 rosyjski, 30 mołdawski, 3 węgierski, 1 białoruski, 7 ormiański, a 3 inny.